# برويز رشيد
برويز رشيد (بالأردوية: پرويز رشيد)‏ سياسي باكستاني، ووزير الإعلام والإذاعة والتراث الوطني السابق ووزير القانون والعدالة وحقوق الإنسان في وزارة نواز شريف الثالثة. وهو عضو في الرابطة الإسلامية الباكستانية (ن)، وهو عضو في مجلس الشيوخ الباكستاني منذ عام 2009، وعمل سابقًا رئيسًا لمؤسسة التلفزيون الباكستاني من عام 1997 إلى عام 1999 خلال حكومة نواز شريف عام 1997.